# Niosuctobelba ruga
Niosuctobelba ruga är en kvalsterart som beskrevs av Chinone 2003. Niosuctobelba ruga ingår i släktet Niosuctobelba och familjen Suctobelbidae. Inga underarter finns listade i Catalogue of Life.